# Geweihbaum
Der Geweihbaum (Gymnocladus dioicus) ist eine Pflanzenart aus der Gattung Geweihbäume (Gymnocladus) in der Unterfamilie der Johannisbrotgewächse (Caesalpiniaceae) innerhalb der Familie der Hülsenfrüchtler (Fabaceae). Sie stammt aus dem östlichen Nordamerika. Er wird auch als K(C)anadischer, Amerikanischer, Kentucky-Kaffeebaum oder  (K(C)anadischer) Schusserbaum sowie mit Chicot und Bonduc, Bondue bezeichnet.

## Beschreibung

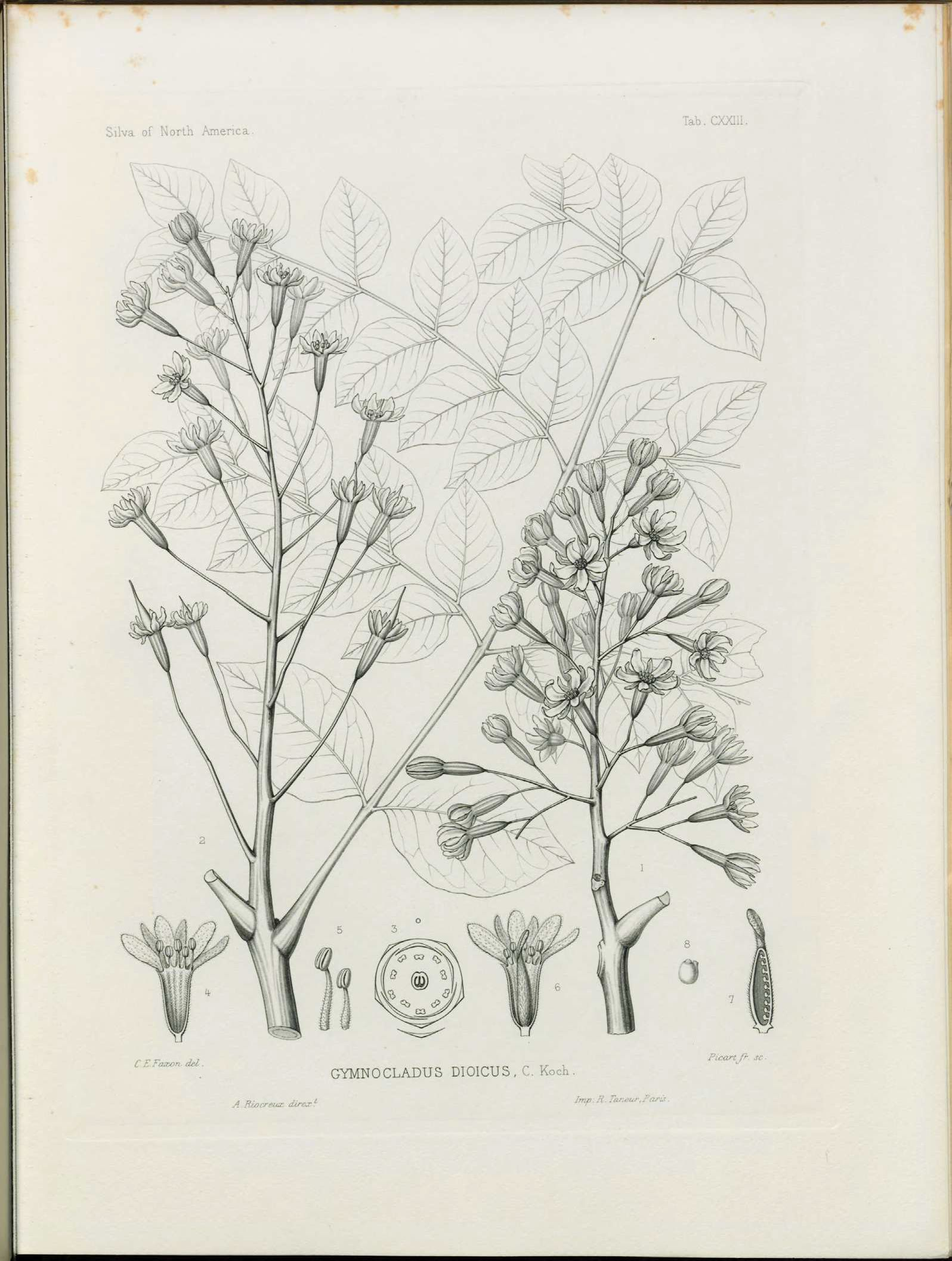
Illustration

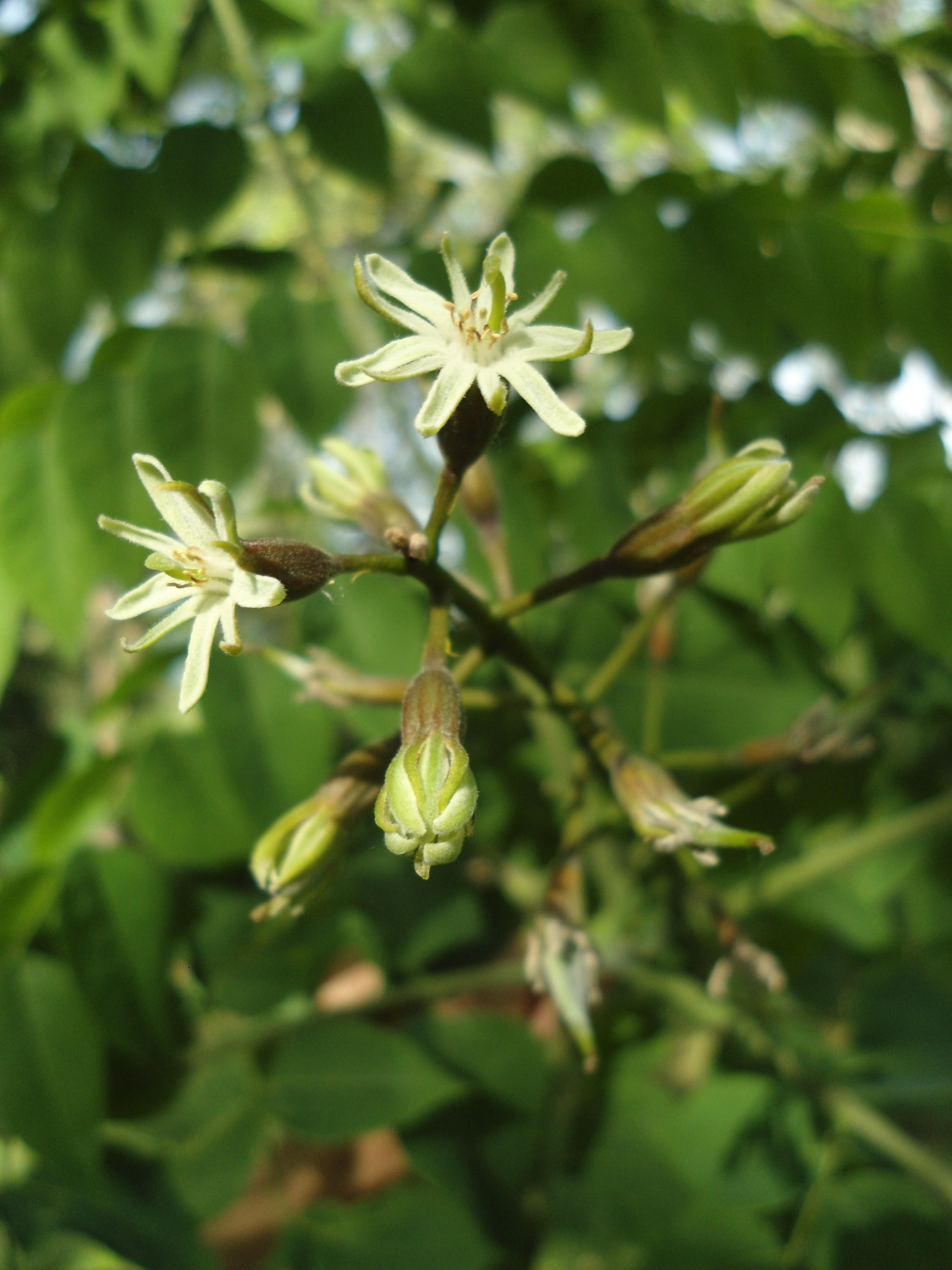
Blütenstand

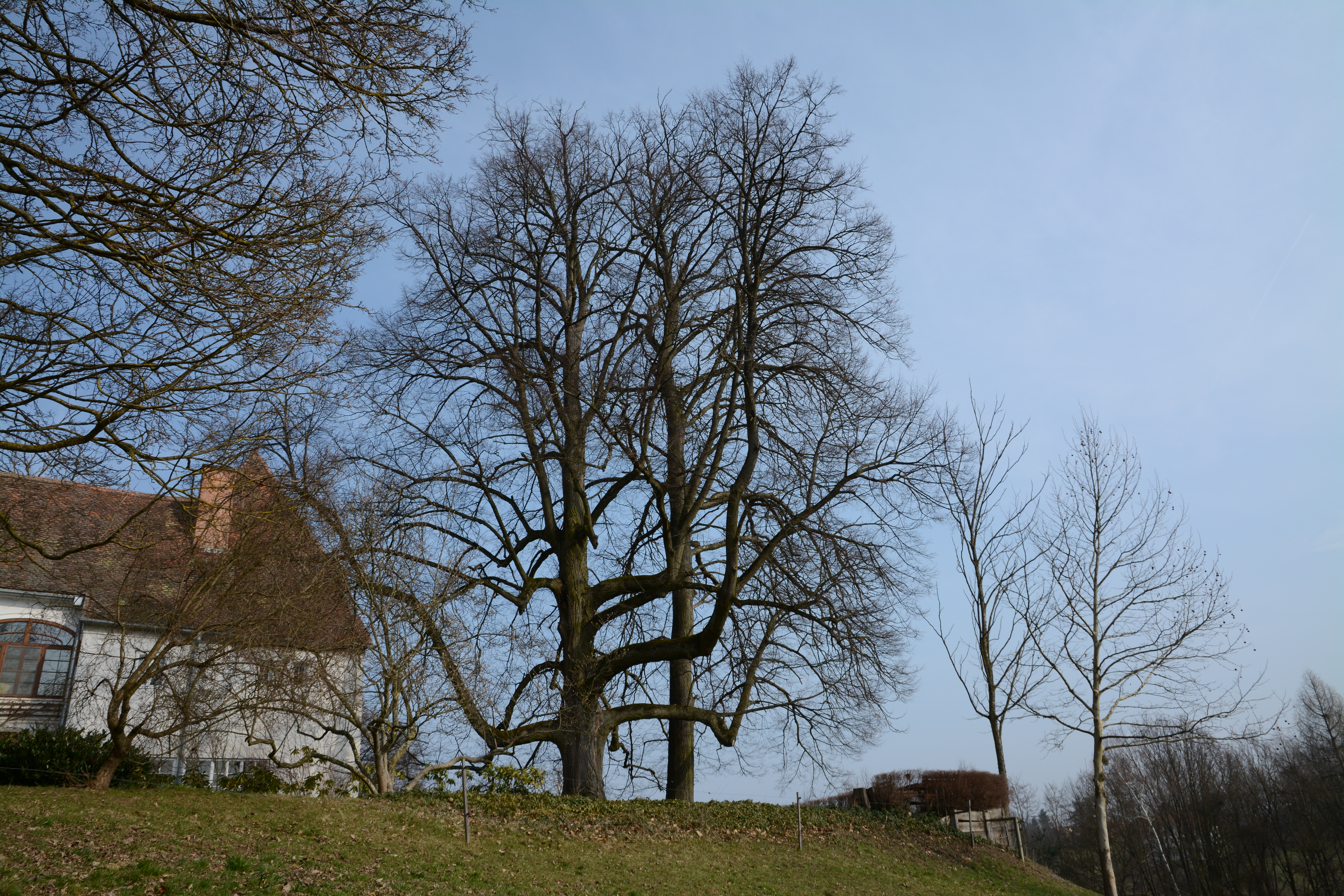
Blattloser Geweihbaum

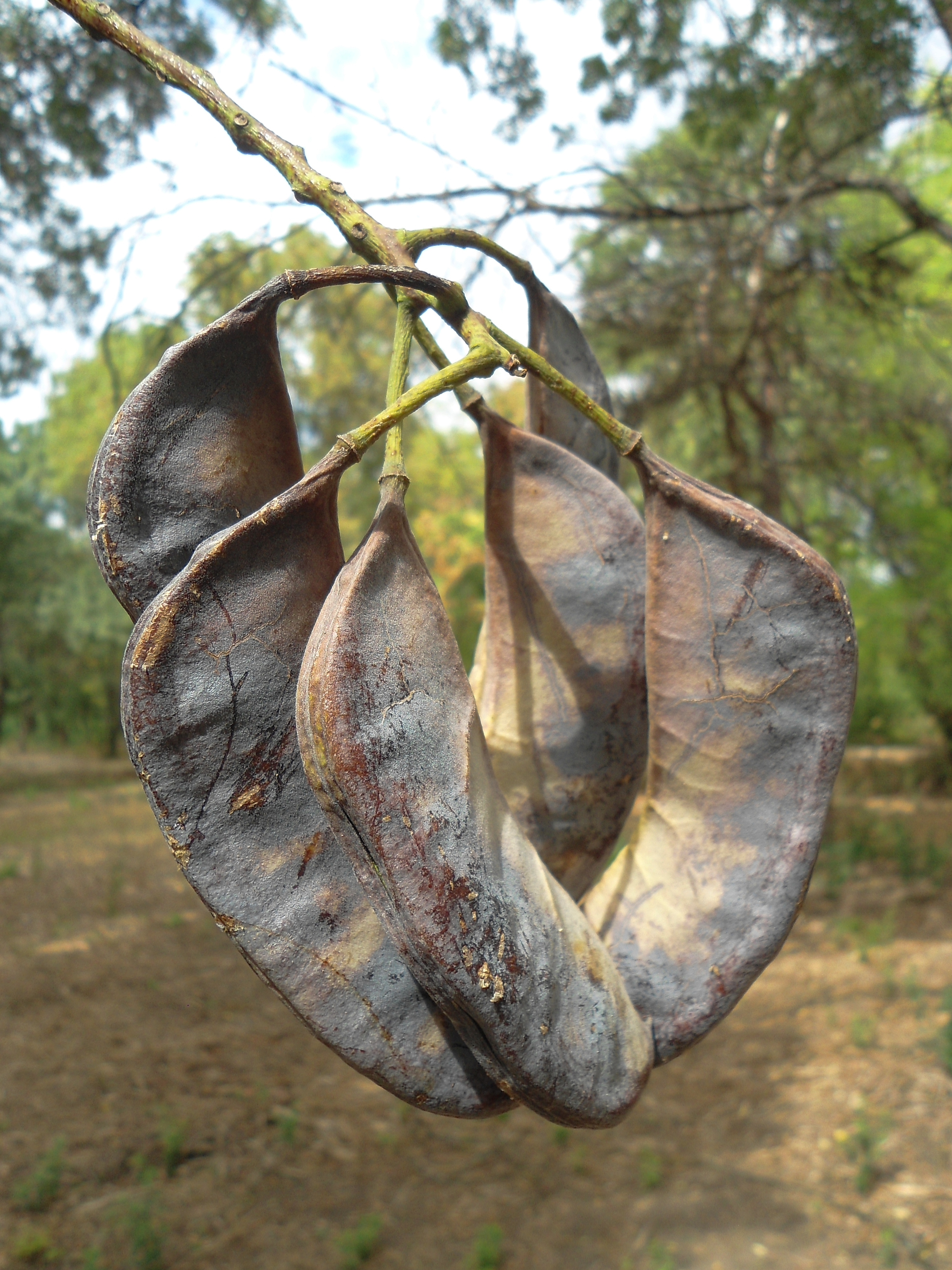
Fruchtstand

### Vegetative Merkmale
Der Kentucky-Geweihbaum wächst als großer Baum, der Wuchshöhen von 18 bis 30 Metern und Kronendurchmesser von 15 bis 18 Metern erreicht. Der Stammdurchmesser erreicht über 1,5 Meter. Freistehende Exemplare verzweigen sich schon kurz über dem Boden und bilden eine runde Krone, im geschlossenen Bestand bilden sich dagegen gerade, wenig verzweigte Stämme. Die dicke Borke ist grau oder grau-braun, sie ist grob, schuppig und unregelmäßig gefurcht. Das Holz ist schwer, der schmale Splint ist hellgelb, das Kernholz rötlich braun. Erwachsene Bäume bilden vor allem bei humosem Boden zahlreiche Ausläufer durch Wurzelbrut aus, die auch Steinplatten und Wege ausheben können.
Die Laubblätter sind doppelt gefiedert mit fünf bis neun Paaren Fiedern, von denen die untersten ein oder zwei nur einfach, die weiteren wiederum gefiedert sind. Selten wird ein letztes, einzelnes Endblättchen (Fieder) ausgebildet. Das gesamte Blatt ist 30 bis 90 Zentimeter lang und 50 bis 60 Zentimeter breit. Die einzelnen, fast sitzenden und ganzrandigen Blättchen sind eiförmig bis elliptisch, 5 bis 8 Zentimeter lang und sie sind spitz bis zugespitzt sowie an der Basis gerundet bis keilförmig. Der Austrieb der Laubblätter erfolgt dabei später als bei anderen Laubbäumen, die Blätter sind im Austrieb rötlich, die Herbstfärbung ist gelb.

### Generative Merkmale
Der Baum hat kein Feinreisig. Daher leitet sich der wissenschaftliche Gattungsname Gymnocladus aus den griechischen Worten gymnos für nackt und cladus für Zweig ab. Der deutsche Trivialname Geweihbaum beschreibt, dass die groben Zweige der lichten Krone im blattlosen Zustand geweihähnlich aussehen.
Es werden endständige, lockere und pyramidale Trauben gebildet, wobei die männlichen nur halb so groß sind. Die Blütezeit liegt im Frühsommer. Gymnocladus dioicus ist zweihäusig getrenntgeschlechtig (diözisch), worauf auch das wissenschaftliche Artepitheton dioicus Bezug nimmt. Die funktionell eingeschlechtigen, relativ kleinen, kürzer oder länger gestielten Blüten sind duftend und sternförmig. Sie sind fünfzählig mit doppelter Blütenhülle. Der trichterförmige, feinhaarige Kelch ist grünlich-violett, rötlich mit schmalen und länglichen, spitzen Lappen. Die verwachsene Krone hat lange, schmale und längliche, fleischige und feinhaarige, innen weißliche und außen grünliche bis rötliche Zipfeln, alternierend zu den Kelchlappen. Die fünf kurzen und fünf langen, freien Staubblätter sitzen, jeweils abwechselnd, oben in der Kronröhre am Schlund. Der längliche, haarige Fruchtknoten ist oberständig mit konischem, dickem Griffel mit kopfiger, zweilappiger Narbe. Es ist ein Diskus vorhanden. Bei den männlichen Blüten kann ein Pistillode und bei den weiblichen Blüten können Staminodien vorhanden sein.
Die bei Reife braunen, flachen, holzig-ledrigen, meistens nicht öffnenden und bespitzten Hülsenfrüchte werden 15 bis 25 Zentimeter lang und 2,5 bis 5 Zentimeter breit. Sie bleiben lange am Baum hängen und enthalten drei bis acht Samen, die von einem klebrigen, süßlichen Fruchtfleisch umhüllt sind. Die sehr harten, abgeflachten und rundlichen, dunkelbraunen, glatten Samen sind etwa 1,5–1,9 Zentimeter lang.

## Verbreitung
Das Verbreitungsgebiet von Gymnocladus dioicus umfasst in Nordamerika den Süden von Ontario, Kanada und reicht in den USA von Kentucky und dem Westen Pennsylvanias bis nach Kansas, Nebraska und Süd-Dakota sowie dem nördlichen Gebiet von Louisiana als südliche Verbreitungsgrenze. Innerhalb dieses Verbreitungsgebietes ist der Baum vor allem in Flusstälern und Überschwemmungsgebieten zu finden. Im nordöstlichen Verbreitungsgebiet gehen Haine des Geweihbaums vermutlich auf bewusste Anpflanzungen durch nordamerikanische Indianer zurück. Der Geweihbaum ist nirgends häufig und nur in kleinen Gruppen oder einzelnen Exemplaren in Laubwäldern zu finden.

## Taxonomie
Der Geweihbaum wurde 1753 von Carl von Linné in Species Plantarum Band 1, Seite 381 als Guilandina dioica erstbeschrieben. Die Art wurde 1869 von Koch in Dendrologie. Bäume, Sträucher und Halbsträucher, welche in Mittel- und Nord-Europa im Freien kultivirt werden Band 1, Seite 5 als Gymnocladus dioicus (L.) K.Koch in die Gattung Gymnocladus gestellt.

## Verwendung
Das schwere, dauerhafte und mittelschwere Holz des Geweihbaums muss, da es leicht reißt, sorgfältig getrocknet werden, lässt sich dann aber gut bearbeiten und polieren.
Gymnocladus dioicus gilt als sehr hitze- und trockenheitsverträglich und wird daher im mittleren Westen gerne als Straßenbaum angepflanzt.
Im Amerikanischen wird der Geweihbaum als Coffeetree bezeichnet. Dieser Name resultiert daraus, dass man früher die Samen röstete und daraus Kaffee braute. Die Samen enthalten jedoch auch für den Menschen leicht giftige Inhaltsstoffe. Vergiftungserscheinungen können nach dem Genuss von großen Mengen dieses Kaffee-Ersatzes auftreten.
Frisch sind die Samen und andere Teile der Pflanze sehr giftig, beim Erhitzen wird das Gift aber zerstört. Dasselbe Gift, Cytisin, kommt u. a. auch beim Goldregen, beim Ginster und beim Schnurbaum vor.

## Belege
- John M. Row, Wayne Geyer: Kentucky Coffeetree. (PDF; 301 kB) In: Plant Guide. U.S. Department of Agriculture, NRCS, 2007, abgerufen am 17. November 2009 (englisch).
- Marilena Idžojtić: Dendrology: Cones, Flowers, Fruits and Seeds. Academic Press, 2019, ISBN 978-0-444-64175-5, S. 304.